# Plagiochila obscura
Plagiochila obscura là một loài rêu trong họ Plagiochilaceae. Loài này được Colenso mô tả khoa học đầu tiên năm 1887.
Danh pháp khoa học của loài này chưa được làm sáng tỏ. 